# Denticrytea rubriscutula
Denticrytea rubriscutula là một loài tò vò trong họ Ichneumonidae.